# Jean-Marc Vallée
Jean-Marc Vallée, född 9 mars 1963 i Montréal, död 25 december 2021 i Berthier-sur-Mer, var en kanadensisk filmregissör.

## Filmografi (i urval)
- 2009 – Young Victoria
- 2013 – Dallas Buyers Club
- 2014 – Wild